# كيفن سامبسون
كيفن سامبسون (بالإنجليزية: Kevin Sampson)‏ هو لاعب كرة قدم أمريكية أمريكي، ولد في 19 يونيو 1981 في ويستوود في الولايات المتحدة.

## وصلات خارجية
- كيفن سامبسون على موقع مرجع كرة القدم المحترفة.كوم (الإنجليزية)